# 押尾章治
押尾 章治（おしお しょうじ、1964年（昭和39年）9月26日 - ）は日本の建築家。

## 経歴
千葉県生まれ。1987年明治学院大学法学部卒業。
隈研吾建築都市設計事務所パートナー。大学卒業と同時に最初期の隈事務所に所属。担当作品は、M2や馬頭広重美術館、石の美術館など、初期の代表作から多数。2001年には、後藤武、池村圭造、小巻依里子らとUA設立。
グッドデザイン賞金賞やモダンリビング大賞、DFA AWARD大賞(香港)、iF DESIGN AWARD(独)、Faith & Form’s International Award(米)など主に礼拝空間デザインで受賞多数。

## 受賞歴
- 2007年　モダンリビング大賞「house ao」
- 2009年　平成21年 住宅建築賞奨励賞「HOUSE-R」
- 2009年　第35回 東京建築賞奨励賞「house ao」
- 2009年　Faith & Form/IFRAA International Awards for Religious Art & Architecture Liturgical/Interior Design - Honor Award「Light Gallery＆Interaction Gallery」（ひかりのギャラリーと対話のギャラリー）
- 2014年　第16回米沢市景観賞「半円の集合住宅」（米沢市）
- 2015年　グッドデザイン賞「水素エネルギー研究開発センター」
- 2015年　第17回米沢市景観賞「格子の集合住宅」（米沢市）
- 2016年　Faith & Form/IFRAA International Awards for Religious Art & Architecture Sacred Landscape - Honor Award 「8 Shaped Passage in Ueno」(８の字のパサージュ)
- 2017年　朝日広告賞（不動産・金融部門）ふたりのお墓「＆安堵」
- 2017年　グッドデザイン賞『金賞』ふたりのお墓「＆安堵」
- 2017年　グッドデザイン賞「手紙処と手紙標」
- 2017年　Faith & Form/IFRAA International Awards for Religious Art & Architecture Honor Award “Tegami-Dokoro and Tegami-Shirube”（手紙処と手紙標）
- 2018年　iF DESIGN AWARD  2018「Writing letters=Praying」
- 2018年　第21回木材活用コンクール第2部門賞「手紙処と手紙標」（日本木材青壮年団体連合会）
- 2018年　DFA Design for Asia Awards 2018(香港)『Grand Award』ふたりのお墓「＆安堵」

## 主な作品
- 2006年　ひかりのギャラリーと対話のギャラリー（展示・礼拝施設／東京）
- 2006年　house O／チューブの家（住宅／東京）
- 2007年　fu-house（住宅／東京）
- 2007年　house ao（住宅／埼玉）
- 2008年　The Vision And Art of Shinjo Ito展（会場構成／NY, Chicago, LA）
- 2009年　宙博（会場構成／東京）
- 2011年　しらさぎ美術館（展示施設／栃木）
- 2011年　祈りの杜（石巻震災復興慰霊広場）
- 2015年　神山フォレスト（複合商業施設／東京）
- 2015年　東芝水素エネルギー研究開発センター（展示施設／東京）
- 2016年　上野称観堂／8の字のパサージュ（礼拝施設／東京）
- 2017年　＆(安堵)(ふたりのお墓／千葉、埼玉)
- 2017年　手紙処と手紙標（礼拝施設／千葉）

## 著書
- 建築雑誌『KJ』2013年6月号　特集／押尾章治＋UA
- 『表参道を歩いてわかる現代建築』2014年／大和書房（共著）